# Битка при Кадисия
Битката при Кадисия между Праведния халифат и Сасанидската империя трае между 16 и 19 ноември 636 г. в близост до река Ефрат е ключов момент в покоряването на Сасанидската империя и завладяването на Персия в хода на ранните арабски завоевания.

## Предистория
Към VII век Сасанидска Персия е най-голямата сила в Близкия изток. На трона в столицата Ктезифон е Хосров II Парвиз, който царува от 590 г. Той се възкачва на трона благодарение с помощ от Византия, но въпреки това двете империи са в непрекъснат конфликт. Хосров също води продължителна война с Византия (Персийско-византийска война (602 – 628)), като повод му дава убийството на Маврикий. В първите десет години конфликтът се развива много успешно за Хосров II и към 620 година Персия завладява големи територии от ромейските провинции Сирия, Палестина, част от Мала Азия, Египет. В този период Сасанидската империя достига най-голямото си териториално разширение. Но във Византия на трона се възкачва нови император – Ираклий, който успява да върне загубените територии с цената на огромни усилия. Войната приключва през 628 г. с връщането на земите отпреди войната, но жизнените сили на двете империи са изцедени, а икономиките им са съсипани. В Персия избухва гражданска война (628 – 632) между различни властови благороднически фракции, по-специално партската (Pahlav), персийската (Parsig), фракцията Нимруз и фракцията на генерал Шахрбараз. На трона в бърза последователност се сменят 14 царе в продължение на 4 години, а някои от провинциалните владетели обявяват независимост. Сред тях са губернаторите на провинции Мазун и Йемен на Арабския полуостров, като това още повече отслабва империята. Гражданската война приключва с възцаряването на Яздегерд III, но реално властта е иззета от военните.
Междувременно арабските племена са се обединили под знамената на исляма и пророка Мохамед, създавайки Праведен халифат и започват експанзия. Още в първата година на царуването на Яздегерд започва настъпление на арабите на север и изток през 633 и 634 г. В следващите две години византийците губят Сирия и Палестина, след което арабите се насочват към Персия.